# Luitpoldpark

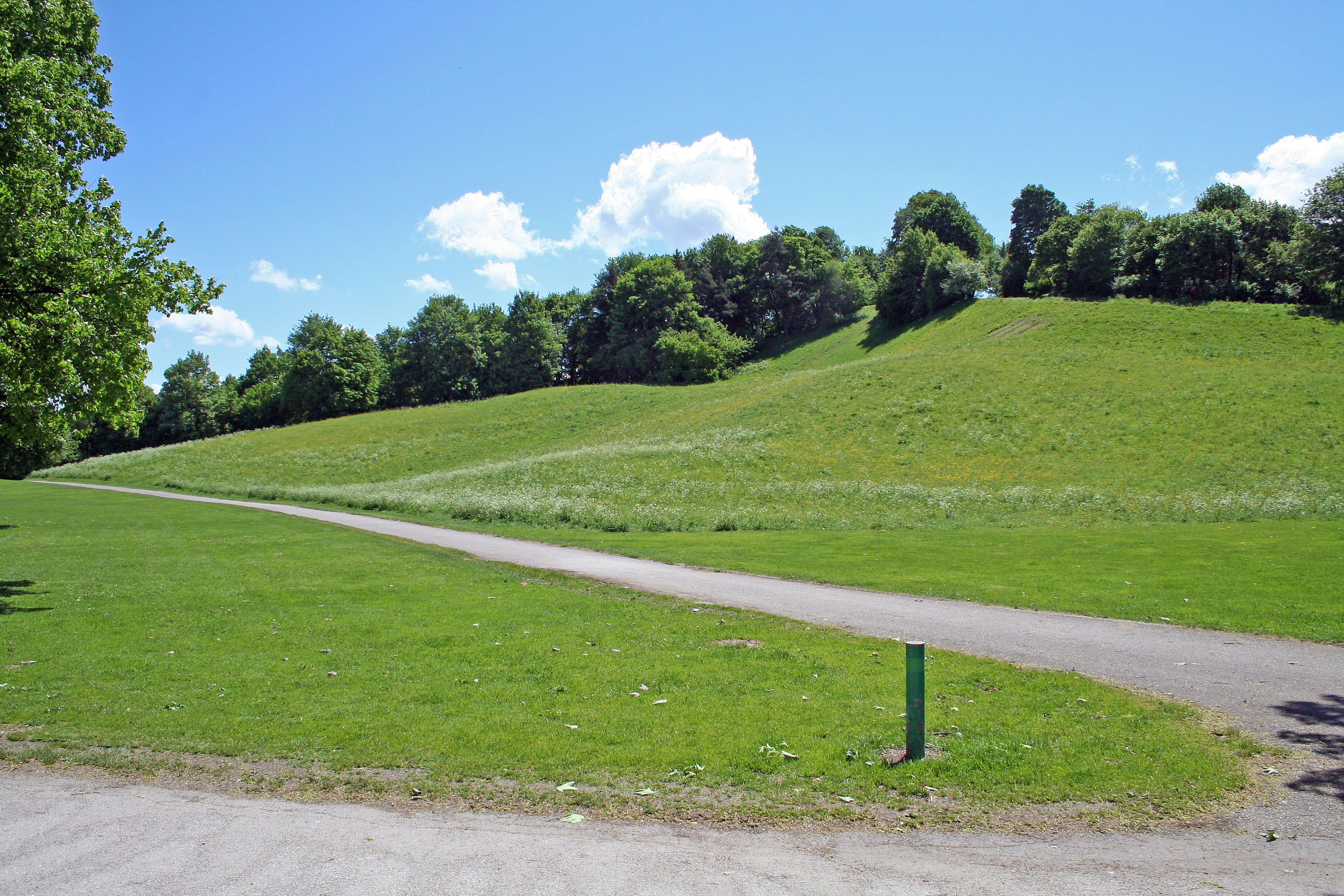
Il Parco Luitpold parte nord con la collina fatta di macerie

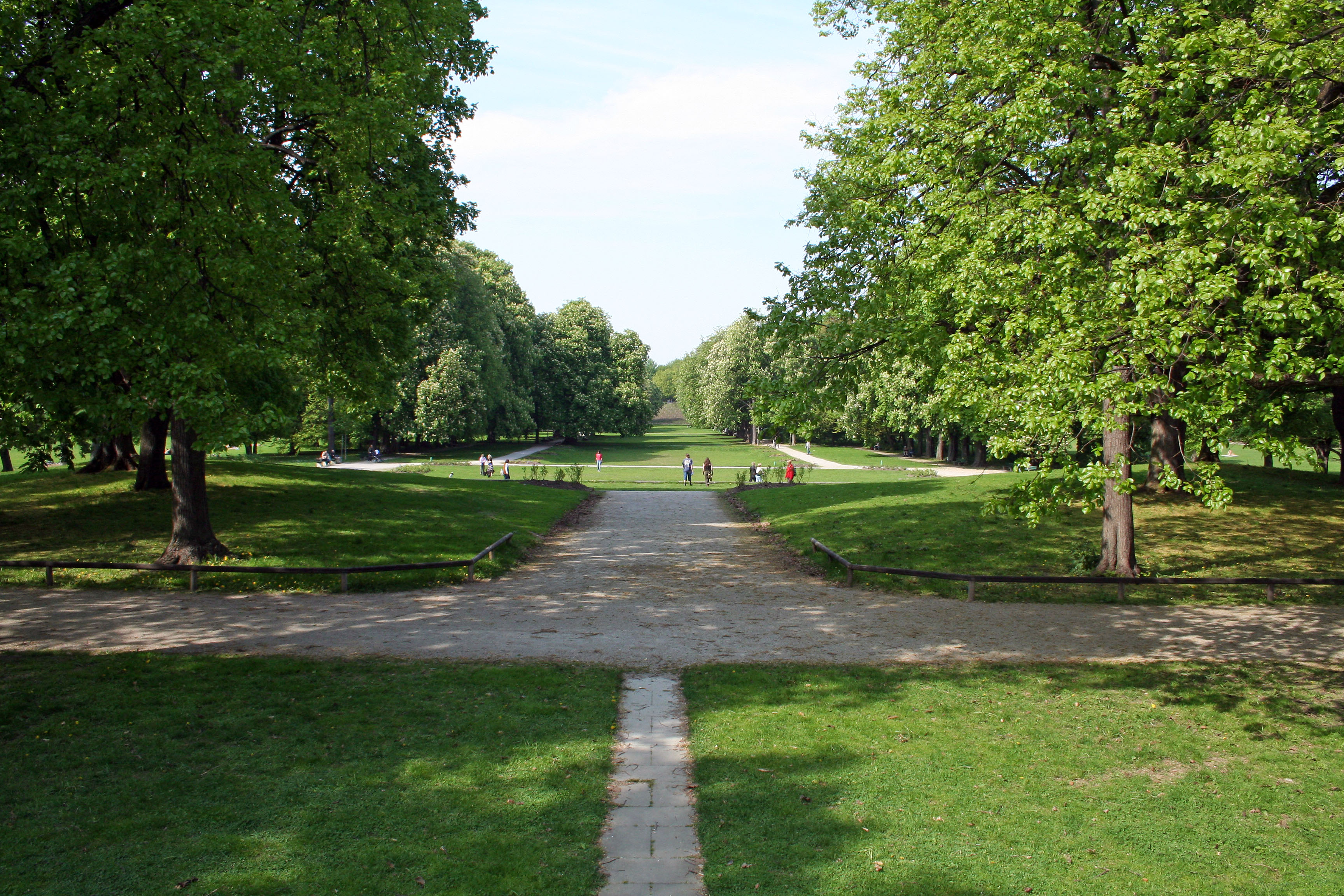
il parco Luitpold

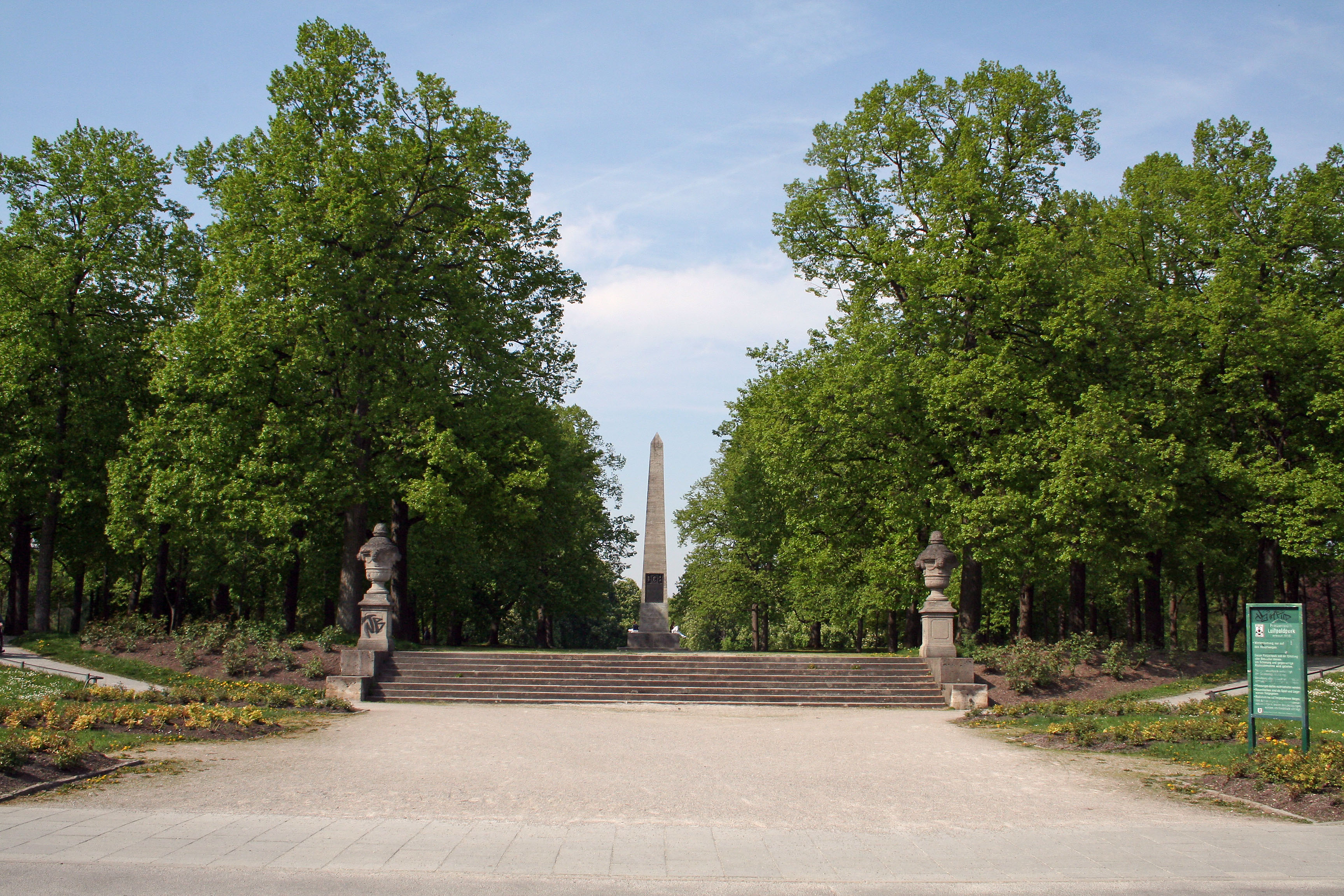
Il parco Luitpold visto dalla via Karl-Theodor-Straße

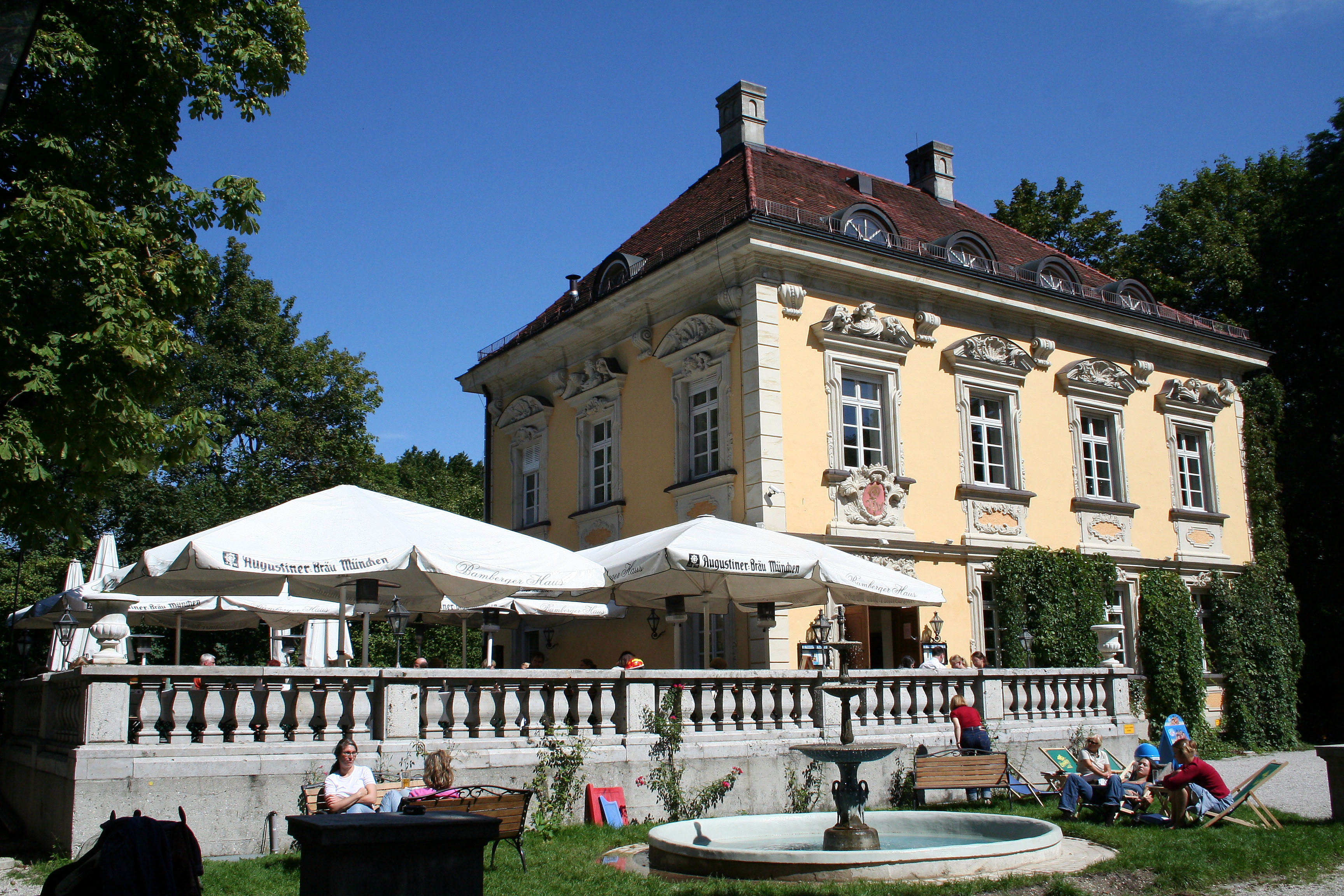
Bamberger Haus

Il Luitpoldpark, letteralmente parco di Luitpold, è un parco a Nord di Monaco di Baviera nel quartiere di Schwabing.
Fu il regalo che la città di Monaco fece al Principe Reggente Luitpold quando questi compí 90 anni, nel 1911: invece di una torta con 90 candeline lo attendeva un parco con 90 tigli. 
Un monumento centrale a forma di Obelisco è dedicato al Principe Reggente.
In mezzo al parco si trova una casa barocca (Bambergerhaus) originariamente collocata a Bamberga, che un ricco commerciante di Monaco negli anni 20 fece tagliare in pezzi e ricollocare nel parco Luitpoldpark. Oggi all'interno della casa si trova un locale gastronomico. 
A nord sommerso nel parco si trova una colonia di Schräbergärten e la piscina pubblica (Georgenschwaige) è aperta solo durante l'estate.

## Curiosità
La parte nord del parco è composta da una collina artificiale alta 37 m creata con le macerie della Monaco distrutta durante la Seconda guerra mondiale. In cima si trova una croce commemorativa.